# Chad Fowler
Chad Fowler (* 11. Mai 1974) ist ein US-amerikanischer Jazzmusiker (Altsaxophon, weitere Instrumente, Komposition).

## Leben und Wirken
Fowler begann Mitte der 1980er Jahre in Sherwood Saxophon zu spielen. Am Ende der High School spielte er Saxophon und Bass in den beiden Jazzbands der Schule und sang im Chor. Außerhalb der Schule spielte er Gitarre in der Punkszene von Little Rock, unter anderem in der Band Step by Step. Gemeinsam mit seinem Jugendfreund Christopher Parker studierte er an der University of Memphis und bildete mit ihm eine Band. Er spielte Blues- und Soulmusik, bevor er im IT-Bereich Arbeit fand und international tätig war.
2016 kehrte Fowler wieder in die Südstaaten zurück und begann, sich der Musik zuzuwenden und mit Christopher Parker die Gruppe Dopolarians zu leiten, zu der auch Kelley Hurt gehörte. In wechselnden Besetzungen spielten sie auch mit Musikern wie Kidd Jordan, Alvin Fielder, William Parker und Brian Blade. Mit den Dopolarians veröffentlichte er zwei  Alben auf seinem Label Mahakala Music, Garden Party (2019) und The Bond (2021) Des Weiteren nahm er mehrere Alben in Duo- bis Quartett-Konstellationen mit WC Anderson, Matthew Shipp (Old Stories, 2022), Eri Yamamoto, George Cartwright und Joel Futterman (Timeless Moments, 2022) auf. Fowler lebt seit 2017 wieder im Bundesstaat Arkansas.

## Diskographische Hinweise
- Kelley Hurt, Chad Fowler, Chris Parker, Bernard Santacruz, Anders Griffen, Bobby Lavell: Nothing But Love (The Music of Frank Lowe) (Mahakala Music, 2020)
- Eri Yamamoto, Chad Fowler, William Parker, Steve Hirsh: Sparks (Mahakala Music, 2022)
- George Cartwright, Chad Fowler, Steve Hirsh, Chris Parker, Kelley Hurt: Notice That There (Mahakala Music, 2022)
- Chad Fowler, Ivo Perelman, Zoh Amba, Matthew Shipp, William Parker, Steve Hirsh: Alien Skin (Mahakala Music, 2022)
- Ivo Perelman, Chad Fowler, Reggie Workman & Andrew Cyrille: Embracing the Unknown (2024)
- Birdsong (Mahakala Music, 2024)